# Benny Glaser
Benny Jules Glaser (* 7. Juni 1989 in Southampton) ist ein professioneller britischer Pokerspieler aus England. Er ist fünffacher Braceletgewinner der World Series of Poker.

## Pokerkarriere

### Werdegang
Glaser spielt seit Juli 2011 Onlinepoker. Er nutzt auf PokerStars den Nickname RunGodlike und spielt bei GGPoker unter seinem echten Namen. Bei PokerStars gewann er bislang acht Events der World Championship of Online Poker sowie zehn Titel der Spring Championship of Online Poker und sicherte sich bis Oktober 2021 Turnierpreisgelder von knapp 1,5 Millionen US-Dollar.
Seine erste Geldplatzierung bei einem Live-Turnier erzielte Glaser im Oktober 2013 in London. Anfang Juni 2015 war der Brite erstmals bei der World Series of Poker (WSOP) im Rio All-Suite Hotel and Casino am Las Vegas Strip erfolgreich und erreichte beim Millionaire Maker die Geldränge. Wenige Tage später gewann er ein Turnier der Variante 2-7 Triple Draw Lowball (Limit) und erhielt neben der Siegprämie von mehr als 135.000 US-Dollar ein Bracelet. Ein Jahr später setzte sich Glaser bei der WSOP 2016 zunächst bei einem Event in Omaha Hi-Low Split-8 or Better und nur drei Tage später beim Championship-Event jener Variante durch. Diese Erfolge brachten ihm Preisgelder von über 650.000 US-Dollar sowie zwei weitere Bracelets ein. Ende Juni 2017 wurde der Brite bei der Seven Card Stud Hi/Lo Championship der WSOP 2017 Zweiter und erhielt knapp 200.000 US-Dollar. Mitte Juni 2018 erreichte Glaser den Finaltisch der Poker Player’s Championship der WSOP 2018 und belegte den fünften Platz, der mit rund 260.000 US-Dollar bezahlt wurde. Bei der WSOP 2021 belegte er den mit rund 340.000 US-Dollar dotierten zweiten Platz bei einem H.O.R.S.E.-Event und gewann bei der Razz Championship sein viertes Bracelet sowie den Hauptpreis von rund 275.000 US-Dollar. Bei der WSOP 2022, die erstmals im Bally’s Las Vegas und Paris Las Vegas ausgespielt wurde, beendete der Brite die Poker Player’s Championship als Vierter und erhielt eine Auszahlung von rund 465.000 US-Dollar. Mitte Dezember 2022 erreichte er als Chipleader den Finaltisch der WPT World Championship im Wynn Las Vegas. Beim mit 2960 Spielern bislang größten Main Event der World Poker Tour belegte er den zweiten Platz und sicherte sich sein bislang mit Abstand höchstes Preisgeld von knapp 3 Millionen US-Dollar. Bei der WSOP 2023 entschied Glaser die Limit 2-7 Lowball Triple Draw Championship für sich und wurde mit seinem fünften Bracelet und über 310.000 US-Dollar prämiert.
Insgesamt hat sich Glaser mit Poker bei Live-Turnieren mehr als 7 Millionen US-Dollar erspielt.

### Braceletübersicht
Glaser kam bei der WSOP 57-mal ins Geld und gewann fünf Bracelets:
| Jahr | Buy-in (in $) | Turnier                                     | Teilnehmer | Preisgeld (in $) |
| ---- | ------------- | ------------------------------------------- | ---------- | ---------------- |
| 2015 | 01.500        | Limit 2-7 Triple Draw Lowball               | 388        | 136.215          |
| 2016 | 01.500        | Omaha Hi-Low Split-8 or Better              | 934        | 244.103          |
| 2016 | 10.000        | Omaha Hi-Low Split-8 or Better Championship | 163        | 407.194          |
| 2021 | 10.000        | Razz Championship                           | 109        | 274.693          |
| 2023 | 10.000        | Limit 2-7 Lowball Triple Draw Championship  | 130        | 311.428          |